# Илија Матерић
Илија Матерић (Дрвар,  16. јул 1911 — Сарајево, 23. јануар 2004) био је учесник Народноослободилачке борбе, друштвено-политички радник НР Босне и Херцеговине и народни херој Југославије.

## Биографија
Родио се 16. јула 1911. године у Дрвару. Основну школу и столарски занат је завршио у Дрвару. Након одслуженог војног рока 1936. године, ступио је у УРС-ове синдикате у Дрвару. Постао је кандидат за члана почетком 1940, а у чланство Комунистичке партије Југославије (КПЈ) је званично примљен 20. августа 1941. године. За време рата прошао је кроз многе јединице и у њима обављао велики број различитих политичких и војних дужности. Био је политички комесар прве дрварске чете и батаљона, Прве крајишке и Десете крајишке бригаде и политички комесар Пете крајишке бригаде.
Истакао се у борби за ослобођење Дрвара, у одбрани слободне територије Оштрељ–Петровац, у одбрани Козаре, у борбама на Купресу и Мркоњић Граду, у Четвртој непријатељској офанзиви на сектору Дрвар–Грахово и др. На челу Пете крајишке дивизије прошао је многе велике борбе, а један од најважнијих задатака био је борбени марш из Босанске крајине у Санџак, у јесен 1943. године, а одатле продрети дубоко на територију Србије.
Након рата и ослобођења Југославије, обављао је низ партијских и државних функција. Одмах након рата постао је секретар ОК КПЈ за Бихаћ, 1946. године секретар Јединствених синдиката радника и намештеника, директор Дирекције шумских газдинстава БиХ, министар за шумарство, заменик председника Савета за индустрију у Влади НР БиХ од 1948. до 1952. године, секретар Среског комитета у Зеници, председник Среског народног одбора Зенице и председник СУБНОР-а Босне и Херцеговине. Поред тога, биран је народног посланика Народне скупштине НР Босне и Херцеговине и за народног посланика Савезне народне скупштине. Током другог сазива Народне скупштине ФНРЈ, био је члан Одбора за спољне послове.
Преминуо је у Сарајеву, 23. јануара 2004. године.
Носилац је Партизанске споменице 1941. и више југословенских одликовања, међу којима су — Орден заслуга за народ са златном звездом, Орден братства и јединства са златним венцем, Орден партизанске звезде са сребрним венцем и Орден за храброст. Указом председника ФНР Југославије Јосипа Броза Тита 27. новембра 1953. проглашен је за народног хероја Југославије.